# 萧逸
萧逸（1935年6月4日—2018年11月19日），原名萧敬人，台湾新派武侠小说作家，山东菏泽人，生于北京。父亲萧之楚是国民党军人，抗战时随家人来到重庆，1949年赴台湾。
1960年以处女作《铁雁霜翎》步入武侠小说创作。30年来共发表中、长篇武侠小说55部。萧逸认为自己的五部代表作品为《七道新虹》、《含情看剑》、《马鸣风萧萧》、《甘十九妹》、《笑解金刀》。

據武俠小說家秦紅回憶，蕭逸因懼怕中共侵台，於1977年举家迁美，定居洛杉矶，主要工作是幫《星州日报》写新闻稿，化名「雪尼」、「红枣」报道美国社会的现况。台灣武俠市場再興時，《联合报》因為古龍经常开天窗，轉而連載他的《西风冷画屏》；《中国时报》因為金庸解禁，原本連載的《倚天屠龙记》直接改成全本銷售，於是中斷連載改為蕭逸的《饮马流花河》。《中国时报》发行人余纪忠十分喜歡蕭逸，承諾會一直連載他的小說。所以在武俠小說再次沒落時，時報周刊仍連載他的《七道彩虹》系列並配以全採插圖。
有趣的是，1980年蕭逸反倒與中国友谊出版公司簽約，成為台湾武侠小说作家以正版书形式进入中国大陆市场的第一人。之後《星州日报》在香港的姐妹報《星島日报》稱之為「北蕭逸南金庸」，中国大陆即以此為廣告，接連翻拍了數部電視劇。因此之故，蕭逸主張兩岸統一，創立美國洛杉磯華文作家協會，在任會長期間致力於兩岸三地華人作家交流。2018年11月19日因肺癌医治无效逝世，享年83岁。

## 简介
萧逸少年时爱好文学，早在初中二年级就发表过短篇小说《黄牛》。并向台湾较有影响的《野风》 、《半月文艺》等杂志投稿。他于台北建国中学毕业后，入海军军官学校就读。两年后因志趣不合，退学在家，时年仅二十三岁，开始撰写武侠小说《铁雁霜翎》。次年入中原理工学院化学系就读。此后三年一直利用课余时间撰写武侠小说，因作品畅销，海内外报章杂志索稿颇多，故中途辍学专事写作。32年来笔耕不辍，为港台武侠小说界唯一未从事过第二个职业的专职武侠作家。
萧逸的著述体裁，题材均较为广泛。其中杂文专栏最多，计近千篇。自1970年起他被聘为台北市中国电视公司的基本编剧。因而他曾撰过约15集的电视剧本，内容包括文艺，侦探，武侠，历史古装文艺，神怪故事等，不一而足。除此，他的散文作品亦达数百篇之多。

## 评价
他的武侠小说创作与古龙同时起步于1960年左右，但成名较晚，在古龙之后。萧逸之成名，与他在港台两大新派武侠小说基地之外的美国独开一局不无关系。

## 爭議事件
六○年代，蕭逸走投無路時曾投靠好友演員魏平澳，魏平澳交待其妻紀翠綾與蕭逸相互照顧，沒想到兩人日久生情。魏平澳得知後怒不可抑，於1962/04/14砍傷蕭逸。事後三人皆入獄。李敖同年五月於《文星》雜誌上發表〈紀翠綾該生在什麼時候? 〉，為紀翠綾不平並筆伐蕭逸，此後兩人展開筆戰。

## 作品列表
- 《马鸣风萧萧》
- 《长剑相思》
- 《白如云》
- 《甘十九妹》
- 《饮马流花河》
- 《江湖儿女》
- 《无忧公主》
- 《铁雁霜翎》『1960年』出版。
- 《七禽掌》『1960年』出版。
- 《剑仙传奇》
- 《龙吟曲》
- 《天龙地虎》
- 《十锦图》
- 《风雨燕双飞》
- 《挑灯看剑录》
- 《红灯盗》
- 《血雨溅花红》
- 《铁笔春秋》
- 《雪山飞虹》
- 《鹤舞神州》
- 《凤栖昆仑》
- 《笑解金刀》
- 《凝霜剑》
- 《雪落马蹄》
- 《红线金丸》
- 《剑气红颜》
- 《鱼跃鹰飞》

七道彩虹系列
- 《西风冷画屏》
- 《玉兔东升》
- 《冬眠先生》
- 《太苍之龙》
- 《天岸马》
- 《今宵月下剑》
- 《金鸡三啼》